# Christopher Anker Bergh
Christopher Anker Bergh, född 28 oktober 1764 i Sørum, död 17 maj 1825 i Kristiania, var en norsk jurist och politiker.
Bergh blev officer 1783, deltog i fälttåget i Sverige 1788, lämnade krigstjänsten och blev 1790 auditör, 1810 generalauditör för norska armén, från 1814 tillika för flottan. Han åtnjöt högt anseende och stod i särskilt hög gunst hos Kristian Fredrik, efter vars inbjudan han deltog i "notabelmötet" i Eidsvoll den 16 februari 1814, där det beslutades att förklara Norge självständigt och att inkalla en grundlagsstiftande riksförsamling.
Bergh fick tillsammans med Georg Sverdrup uppdraget att utarbeta ett utkast till den blivande grundlagen. Utkastet, som närmast är Berghs verk, föreligger tryckt i Yngvar Nielsens Bidrag til Norges Historie 1814 (band I, 1882). Bergh var inte medlem av riksförsamlingen, men invaldes likväl i den av denna tillsatta fasta lagkommittén. Däremot valdes han som representant för Akershus amt till ledamot av det första egentliga Stortinget 1815–16, där han satt i en mängd kommittéer och en tid var lagtingspresident.